# 甬台温铁路
甬台温铁路是中国浙江省境内的一条快速铁路，为杭福深客運專線的一部分。线路自宁波站至温州南站，在宁波站连接杭甬客运专线，在温州南站连接温福铁路，全线长279.09公里，是一条以客运为主、客货兼顾的国家一级铁路。甬台温铁路宁波至温州最短运营时间1小时12分。甬台温铁路于2005年10月27日开工建设，2009年9月28日与温福铁路一同通车运营。

## 建设背景
甬台温铁路是浙江开通的第一条高等级快速铁路。这条铁路的开通使宁波和温州从铁路末端成为铁路枢纽，也使台州结束了没有铁路的历史。在此之前，浙江的铁路密度仅为每万人0.27公里，不到全国平均数的一半。特别是浙江沿海地区，铁路标准较低，改造现有线路的投资巨大，而效益并不明显。而新建的甬台温铁路作为沿海铁路的组成部分，能够加强东南沿海地区的联系和交流，同时有利于大宗货物的运输。

## 线路
甬台温铁路正线全长282.39公里，线路自宁波站起与北仑支线并行至宁波东站，此后从宁波东站出岔，依次经过奉化、宁海、三门、临海、黄岩、路桥、温岭、乐清、永嘉，于温州南站接轨温福铁路并与金温铁路联络线相连。全线东临东海，西靠天台山、雁荡山。全线共有隧道73座，占线路总长的30%。最长的隧道为温州市境内的凤凰山隧道，长7979米。全线共有桥梁246座，占总长的37%。最长的桥梁为宁波市境内的宁波特大桥，全长10251米。
甬台温铁路建设技术标准为一级双线电气化铁路，设计时速为250公里，预留时速300公里条件，建成实际运营速度为200公里，测试时最高时速达到292公里，创下中国铁路有砟轨道列车运行的最高速度。近期运量货运1090万吨，客车46对；远期运量1450万吨，客车60对。铁路投资约为170亿元，2005年10月27日动工，2009年9月28日正式運營。

## 历史
- 2005年10月27日，甬台温铁路正式开工建设。[9]
- 2007年9月6日，甬台温铁路全线最长的隧道——全长7979米的凤凰山隧道贯通。[10]
- 2008年9月20日，甬台温铁路从宁波境内开始铺轨。[11]
- 2009年7月8日，甬台温铁路开始全线调试。[12]
- 2009年8月23日，铁道部动车组试验列车（CRH2-010A）在测试中于台州西至温岭区间运行时速达到292公里，创下中国铁路有砟轨道上运行的最高时速。[8]
- 2009年9月28日，甬台温铁路与温福铁路一起正式通车试运营。[2]
- 2010年1月14日，甬台温铁路开行宁波-温州集装箱班列，当时为中国大陆运行速度最快的集装箱班列。[13]
- 2010年9月8日，宁波东站启用，宁波站开始改造。[14]
- 2011年7月18日，台州南站启用，宁波-台州集装箱班列开行。[15]
- 2011年7月23日，D301次动车与D3115次动车在永嘉-温州南区间发生追尾事故[16]，导致至少40人死亡，191人受伤，这也成为当时全球高速铁路自运营以来死亡人数第二多的事故。[17]
- 2013年5月19日，CRH380AL高速动车组首次在甬台温铁路测试，为甬台温铁路开行与杭甬客运专线贯通的高速动车组作准备[18]。
- 2013年12月28日，宁波站启用，宁波东站同日停止客运业务[19]。
- 2021年6月25日，台州站更名台州西站，原站名被位于椒江区葭沚街道的杭台高速铁路台州站（原工程名台州中心站）使用[20]。

## 车站
甬台温铁路全线共有15座车站处于运营中。其中，奉化、宁海、三门、临海、台州西、台州南、温岭、雁荡山、乐清东、乐清、永嘉、温州南12座车站随甬台温铁路新建，宁波东站为原货运站改建客运站，宁波站为全线规模最大的车站，为高速铁路、普速铁路、城市轨道交通、路面公共交通的换乘枢纽。目前，甬台温铁路动车始发站为宁波站和温州南站。
下表为甬台温铁路车站列表，斜体线路表示在建或规划线路：
| 甬台温铁路 |          |          |                         |                              |                                     |                           |
| 车站名称   | 所在区域 | 所在区域 | 宁波站 起计里程（公里） | 连接铁路                     | 城市轨道交通 转乘路线               | 备注                      |
| 宁波站     | 宁波市   | 海曙区   | 0                       | 萧甬铁路 杭甬客运专线        | 宁波轨道交通2号线 宁波轨道交通4号线 | 8台16线                   |
| 宁波东站   | 宁波市   | 鄞州区   | 5.05                    | 北仑支线                     | 宁波轨道交通4号线                   | 3台9线，暂停客运          |
| 云龙站     | 宁波市   | 鄞州区   | 11.90                   | 宁波铁路枢纽北环线           | 宁波轨道交通12号线                  | 4线货运站（预留客运条件） |
| 奉化站     | 宁波市   | 奉化区   | 37.44                   | 甬金铁路                     |                                     | 4台11线                   |
| 宁海站     | 宁波市   | 宁海县   | 71.84                   |                              |                                     | 2台5线                    |
| 三门县站   | 台州市   | 三门县   | 105.94                  |                              |                                     | 2台5线                    |
| 临海站     | 台州市   | 临海市   | 129.13                  | 杭台高速铁路                 | 台州市域铁路S2线                    | 2台5线                    |
| 台州西站   | 台州市   | 黄岩区   | 152.14                  | 金台铁路                     | 台州市域铁路S2线                    | 3台7线                    |
| 台州南站   | 台州市   | 路桥区   | 168.09                  | 金台铁路                     |                                     | 6线货运站                 |
| 温岭站     | 台州市   | 温岭市   | 175.57                  | 杭台高速铁路                 | 台州市域铁路S1线                    | 2台4线                    |
| 雁荡山站   | 温州市   | 乐清市   | 199.04                  |                              | 温州市域铁路S2线                    | 2台5线                    |
| 乐清东站   | 温州市   | 乐清市   | 221.69                  |                              |                                     | 2台4线                    |
| 乐清站     | 温州市   | 乐清市   | 240.12                  |                              | 温州轨道交通M1线                    | 2台6线                    |
| 温州北站   | 温州市   | 永嘉县   | 256.58                  |                              | 温州轨道交通M3线                    | 2台4线                    |
| 温州南站   | 温州市   | 瓯海区   | 279.09                  | 金温新双线 金温货线 温福铁路 | 温州市域铁路S1线 温州轨道交通M1线   | 4台10线                   |

## 服务

### 客运
甬台温铁路运行的客运车辆为和谐号动车组。目前运行的车辆有CRH1B、CRH1E、CRH2A、CRH2B、CRH2E、CRH380B和CRH380D，其中部分车辆为重联编组。车辆分属北京局集团、济南局集团、上海局集团、南昌局集团、广州局集团和西安局集团运营，车次有G、D两种，经甬台温铁路运行的客运列车最北端可达北京南站，最南端可达珠海站。其中济南局运营济南往返温州的G63/64次高速动车组，西安局运营西安往返温州的G1896/1893、G1894/1895次高速动车组，其余经行江苏、浙江、福建、广东境内的动车则由上海局、南昌局和广州局运营。

### 货运
甬台温铁路运营宁波港至台州和温州的集装箱班列，运行时速100公里，停靠台州南站和温州西站，抵达台州和温州的时间分别为2小时和3小时57分。

## 影响
甬台温铁路的开通对沿线其它交通方式造成了冲击。公路方面，通车之后，杭州、宁波前往温州、福州方向的大巴票价纷纷打折。航空方面，杭州到福州的航班纷纷打折和取消，而宁波往福州的航班也已取消。
甬台温铁路的开通也带热了沿线的“动车游”市场。浙江前往福州、厦门的游客因为甬台温、温福、福厦线的开通而迅速增长。

## 事故

### 建设阶段
- 2008年6月21日上午9时许，甬台温铁路温州鹿城段高架桥架设过程中出现移动模架坍塌事故，造成7人死亡，19人受伤，3间民房被压垮。[27]
- 2008年8月21日清晨6时许，甬台温铁路台州黄岩—路桥段一块水泥板掉落，造成4人被埋，其中2人死亡。[28]

### 运营阶段
- 2011年7月23日20时34分，一列从杭州站开往福州南站的CRH1B型列车（车次D3115）与因雷击临时停车的一列从北京南站开往福州站的CRH2E型列车（车次D301）在甬台温铁路永嘉—温州南区间双屿路段下岙路发生追尾，造成D3115次动车第15、16车厢，D301次动车第1到4车厢脱轨，1节坠桥[16]，至少40人死亡，191人受伤，成为全球高速铁路自运营以来死亡人数第二多的事故[17]。事故发生的原因和事故发生后的救援、调查和信息公开等环节遭到了公众和媒体的关注和批评[29]，并导致对中国高速铁路安全性的广泛质疑。

- 2013年5月29日17时25分，一列从厦门站开往上海虹桥站的CRH1B型列车（车次D3206）在台州西—临海区间一隧道内发生故障，停车5小时后被上海铁路局使用东风4B型柴油机车拉回台州西站，旅客被安排换乘其他列车。事故造成同条线路多个车次长时间晚点。故障列车因车内闷热，车窗被乘客砸开通风[30][31]。

- 2022年4月21日凌晨，行驶在灵江临海沿江河段的货船“威洋28”号，在与横跨灵江的甬台温铁路桥桥墩发生碰撞后，最终侧翻。事发后相关部门及时施救，货船上的人员很快得到转移，而侧翻的货船因为涨潮，很快被江水淹没了。这场事故没有造成人员伤亡。经监测评估，该次撞击发生于灵江大桥42号桥墩防撞墩，不涉及桥墩安全，高铁在该段运行不受影响。[32]

## 图集

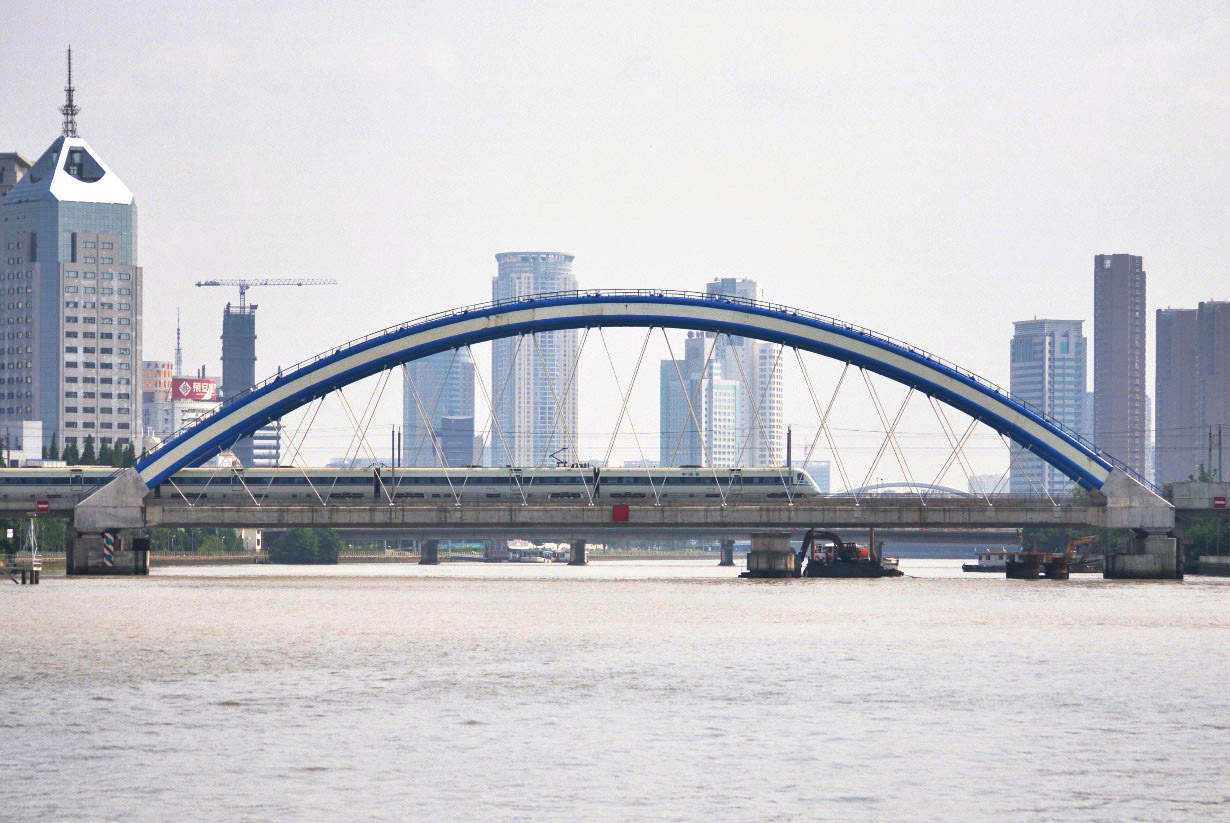
甬台温铁路奉化江大桥
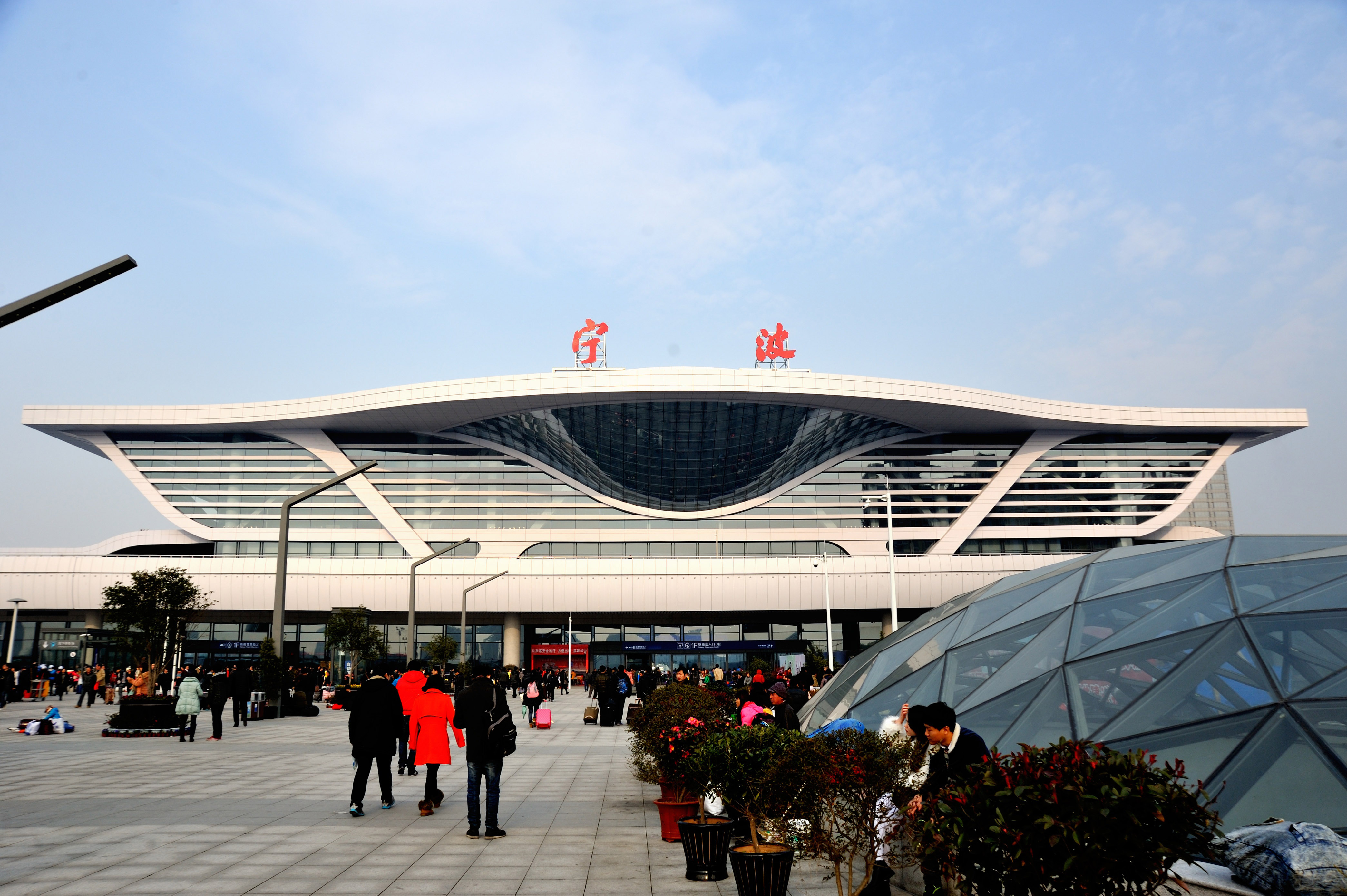
宁波站
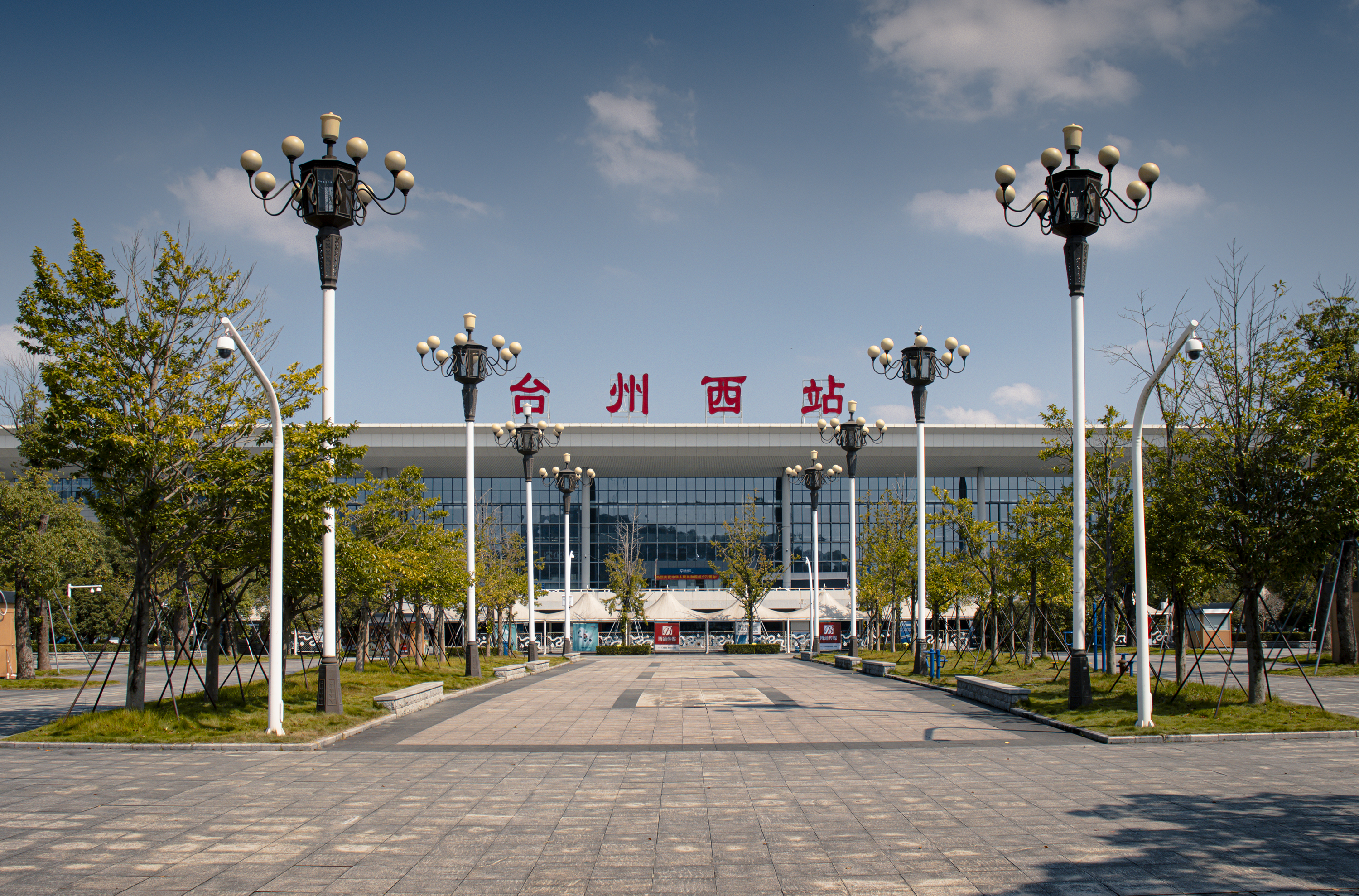
台州西站